# Phycomyces blakesleeanus
Phycomyces blakesleeanus är en svampart som beskrevs av Burgeff 1925. Phycomyces blakesleeanus ingår i släktet Phycomyces och familjen Phycomycetaceae.   Inga underarter finns listade i Catalogue of Life.

## Källor

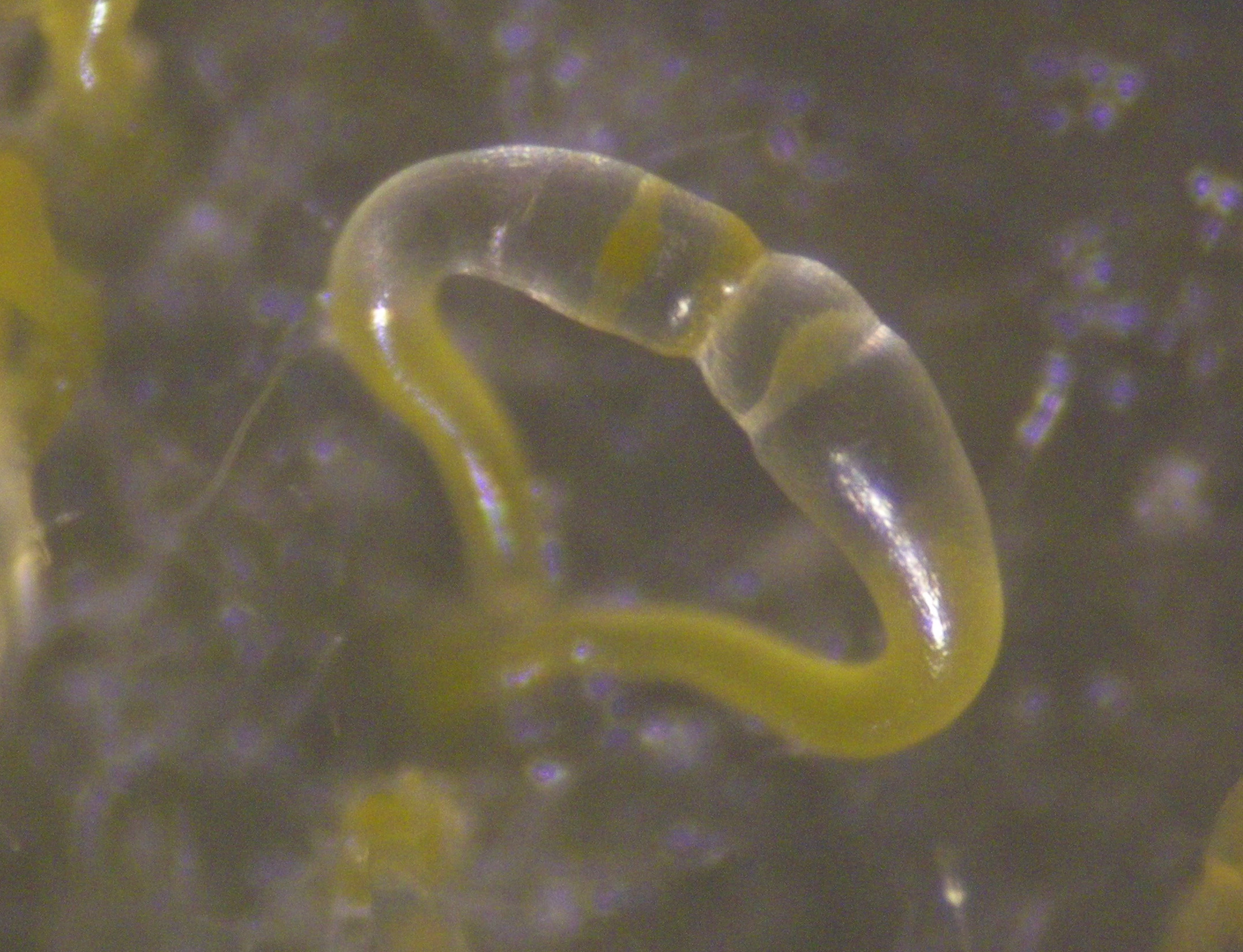